# Ståltråd

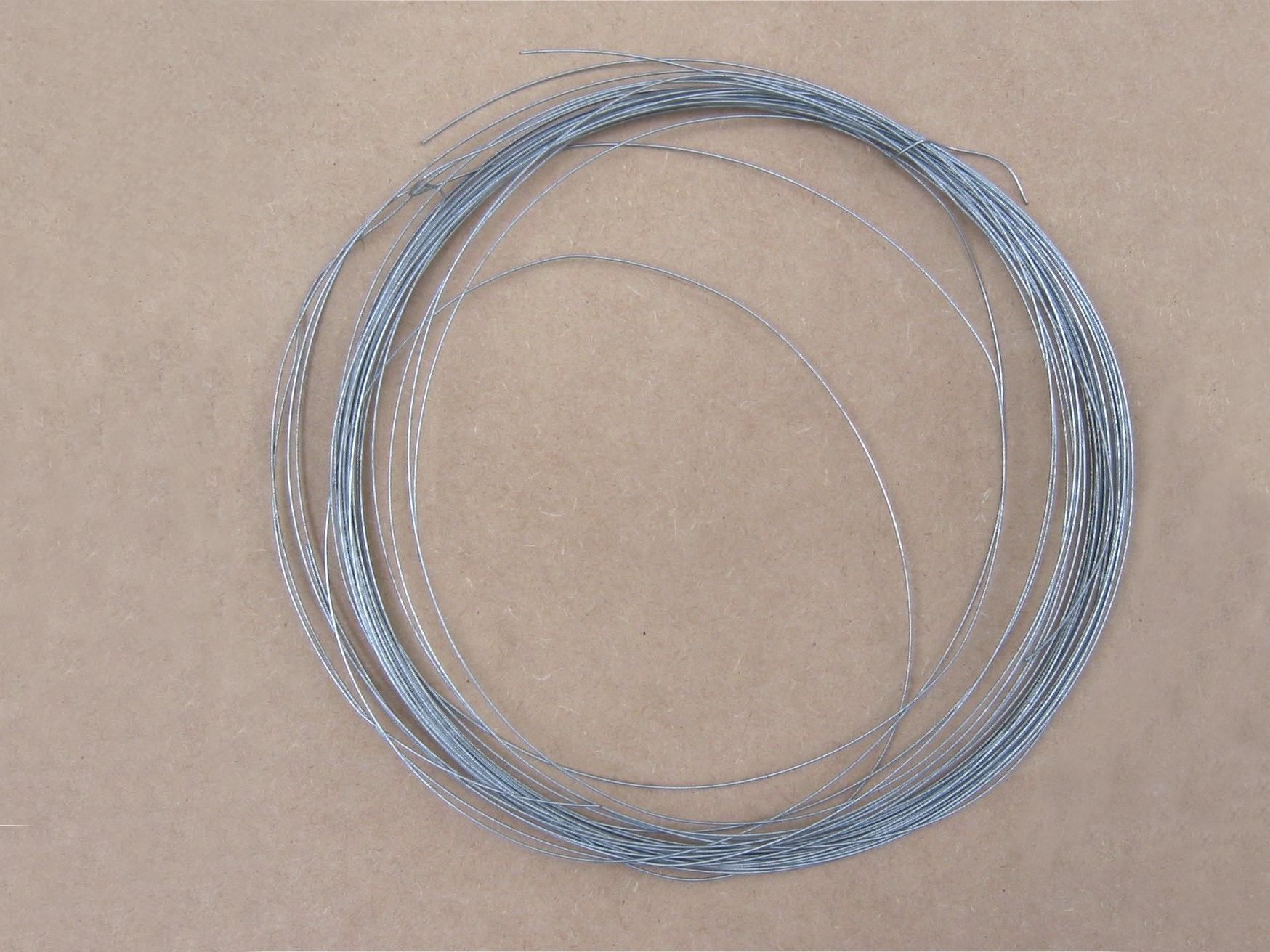
Ståltråd

Ståltråd, en tråd som är gjord av metall av legerat järn. Järntråd av mjukt järn kallas ofta felaktigt ståltråd.
En speciell ståltråd är pianotråd som är härdad och används till bland annat spiralfjädrar.